# The Warriors (jogo eletrônico)
The Warriors é um jogo-eletrônico de ação baseado no filme homônimo, que mostra como funcionava o sistema de gangues na década de 1970, época que fez a fama de bairros como o Bronx. A Rockstar fez uma extensiva pesquisa e recriou o ambiente tal qual como era na época. Além disso, expandiu o universo do filme, mostrando como a gangue se juntou e o que eles fizeram três meses antes dos eventos do filme.

## Jogabilidade
Além de mostrar os acontecimentos do filme, o jogo mostra várias fases em que a gangue luta apenas para ganhar respeito.
As fases de 1 a 13 (e fases bônus - Flashbacks - de A a E) retratam acontecimentos antes da real história começar. Após a fase 13, é passada a cena da reunião das gangues, onde Cyrus é morto. Das fases 14 a 18 é retratada a história do filme.
O jogo está centrado nos combates, um estilo definido como "beat'em up", imortalizado por títulos como "Double Dragon", "Streets of Rage" ou "Final Fight", todos da década de 80 ou 90. Mas como é do feitio da Rockstar, as fases têm visão livre e ampla liberdade para o jogador explorar o cenário.
Quanto à principal característica do jogo, as lutas, a Softhouse tratou de implementar um sistema amplo, mas que detém a complexidade de movimentos mais elaborados. Além de socos e chutes básicos, os lutadores podem agarrar, arremessar e derrubar os oponentes no chão, e partir para outras inúmeras possibilidades como montar e socar ou bater a cabeça de inimigos contra as paredes do cenário. Ainda pode-se atirar o rival contra a parede ou num monte de caixas ou barris. O jogador pode ser vítima desses golpes também, mas tudo pode ser contra-atacado com comandos baseados em sincronia.

## A Gangue
Para cada parte do enredo, o jogador controla um membro da gangue e cada um deles possui um estilo único, uns com golpes centrados no boxe e alguns movimentos eficientes das ruas, outros têm treinamento de artes marciais, e há aqueles que usarão simplesmente a força bruta para dar cabo de seus oponentes. Como muitas vezes seu personagem lutará contra vários adversários, mesmo tendo um inimigo como alvo, pode-se acertar outros com comandos específicos.
Os cenários apresentam diversas armas, como barras de ferros e garrafas. Segundo a Rockstar, cada golpe foi trabalhado para que a animação flua com naturalidade e provoque uma reação diferente nos oponentes. À medida que recebem os golpes, os personagens ganham sinais visíveis, como hematomas e cortes.
Quando não estão em luta, os membros da gangue podem assaltar e roubar, a fim de obter dinheiro para comprar drogas, informações e outros benefícios, como fases bônus. Todas essas atividades funcionam como mini-games com objetivos específicos.

## Trilha-sonora
- Theme From The Warriors' - Barry de Vorzon
- Nowhere To Run - Arnold McCuller
- Echoes in My Mind - Mandrill
- The Fight - Barry de Vorzon
- In The City - Joe Walsh
- Love Is A Fire - Genya Ravan
- Baseball Furies Chase - Barry de Vorzon
- You're Movin' Too Slow - Johnny Vastano
- Last of an Ancient Breed - Desmond Child and Rouge (uncredited)
- Don't Hold Back - Chanson
- Get Down - Gene Chandler
- Here Comes That Sound Again - Love De-Luxe with Hawkskaw's Discophonia
- I Love Livin' In The City - Fear
- Knock On Wood - Amii Stewart
- Pueblo Latino - Spanish Harlem Orchestra
- Remember - Vivien Vee
- Traigo de Todo - Alberto Alberto
- When You're In Love With A Beautiful Woman - Dr. Hook
- Shake It - Ian Matthews
- Blood Stains - The Angry Cocks
- Nut Roller - The Angry Cocks